# 瓦利斯和富图纳旗帜
瓦利斯和富图纳旗帜是指法国海外集体领地瓦利斯和富图纳使用的旗帜，瓦利斯及富图纳群岛的正式旗帜为法国国旗。
瓦利斯及富图纳的非正式旗帜于1985年被采纳。旗帜的底色为红色，左上角为法国国旗的图案，中间有一白色方形，内有斜十字。

## 地方旗幟

阿洛
锡加韦
乌韦阿

## 歷史旗幟

乌韦阿王国(1842-1860)
乌韦阿王国(1860)
乌韦阿王国(1886-1887)
乌韦阿王国(1837-1858)
乌韦阿王国(1858-1887)
瓦利斯和富图纳(1887-1910)
瓦利斯和富图纳(1910-1958)
瓦利斯和富图纳(1958-1985)